# Куприянова, Валентина Константиновна
Валентина Константиновна Куприянова ( 1930 — 5.03.2019 ) — учительница, Герой Социалистического Труда (1985).

## Биография
Валентина Куприянова родилась 12 февраля 1930 года в станице Грушевская (ныне — Аксайский район Ростовской области). Рано осталась без родителей, с 1943 года росла в детском доме в Азове.
После окончания Азовского педагогического училища работала учительницей в Новочеркасском специализированном детском доме № 8. В 1961 году Куприянова заочно окончила Ростовский государственный педагогический институт. В 1964—1966 годах работала завучем и учителем русского языка и литературы в новочеркасской школе № 4.
С 1966 года работала в новочеркасском детском доме № 2, а через год стала его директором. На этом посту ей удалось заметно улучшить жизнь воспитанников детдома, обзавестись шефствующими организациями, которые всемерно помогали ему.
Указом Президиума Верховного Совета СССР от 7 июня 1985 года за «большие заслуги в обучении, коммунистическом воспитании, охране здоровья детей-сирот и детей, оставшихся без попечения родителей» Валентина Куприянова была удостоена высокого звания Героя Социалистического Труда с вручением ордена Ленина и медали «Серп и Молот».
С 1997 года — на пенсии. Проживала в Новочеркасске.
Скончалась 5.03.2019, похоронена в Новочеркасске.

## Награды и звания
- Была также награждена орденом «Знак Почета» и рядом медалей.
- «Отличник народного просвещения» (1975).